# خولة بن حمزة
خولة بن حمزة بطلة العالم في التايكواندو للوسطيات (وزن فوق 68 كغ) في إزمير (تركيا) في 11 ماي 2008. وهو اللقب العالمي الأوّل لرياضة التايكواندو التونسية في مختلف الأصناف.

### مواضيع ذات علاقة
- التايكواندو.

### وصلات خارجية
- خولة بن حمزة على موقع TaekwondoData.com (الإنجليزية)
- خولة بن حمزة على موقع اللجنة الأولمبية الدولية (الإنجليزية)
- خولة بن حمزة على موقع أوليمبيديا (الإنجليزية)
- التونسية بن حمزة بطلة العالم في التايكواندو على موقع CNN بالعربية.
- التونسية خولة بن حمزة تحرز بطولة العالم على موقع كوورة.